# آن دي مورتيمر
آن دي مورتيمر (بالإنجليزية: Anne de Mortimer)‏ كانت والدة ريتشارد يورك وجدةً ل إدوارد الرابع وريتشارد الثالث.